# Коммивояжёр (фильм, 1969)
«Коммивояжёр» (англ. Salesman) — документальный фильм, снятый режиссёрами братьями Мэйслес при участии Шарлотты Зверин и вышедший на экраны в 1969 году. Классический образчик так называемого прямого кино. В 1992 году лента была включена в Национальный реестр фильмов.

## Сюжет
Фильм рассказывает о четырёх коммивояжёрах, которые торгуют дорогими, богато изданными Библиями. Они сотрудничают с Католической церковью, которая снабжает их адресами потенциальных покупателей. Поскольку большинство людей не могут себе позволить такую покупку, они предлагают несколько планов рассрочки и используют различные уловки и способы давления на клиентов. Сначала они работают в заснеженной Новой Англии, а затем отправляются в солнечную Флориду. Кроме того, они посещают съезд продавцов в Чикаго, где коммивояжёры дают обещания повысить свои показатели. Фильм особенно фокусируется на одном из них — американце ирландского происхождения Поле Бреннане, который из-за затруднений с продажами испытывает своего рода духовный кризис.